# Michel Tognini
Michel Tognini (Vincennes, 1949. szeptember 30. –) francia berepülőpilóta, kutatóűrhajós, dandártábornok.

## Életpálya
A grenoblei katonai főiskolán 1970-ben matematikából diplomázott. 1973-ban repülőgépvezetői diplomát kapott. Különböző katonai beosztásokban szolgált pilótaként.
1985. szeptember 9-től részesült űrhajóskiképzésben. A kibővített Interkozmosz program keretében a Szojuz TM–15 volt a 15. expedíció a Mir űrállomásra. A harmadik francia űrhajós lehetett, aki a Mir űrállomáson 14 napos szolgálati ideje alatt elvégezhette az előírt 10 kutatási programot. Kutatásához szükséges 300 kilogramm súlyú berendezéseket, eszközöket a Progresz-M teherűrhajó szállította a helyszínre. Összesen 18 napot, 17 órát és 46 percet töltött a világűrben. 2003 májusában ESA űrhajósként köszönt el az űrhajósoktól. 2003-tól 2012-ig  Németországban az Európai Űrkutatási Központban teljesített szolgálatot.

## Űrrepülések
- Szojuz TM–15 űrhajóval, kutató pozícióban jutott az űrállomásra, a Szojuz TM–14 űreszközzel érkezett vissza a Földre.
- STS–93, a Columbia űrrepülőgép 26. repülésén küldetésfelelős volt a beosztása,

## Tartalék személyzet
Szojuz TM–7 kutatóűrhajós, Jean-Loup Chrétien tartaléka,